# Trichocentrum carthagenense
Trichocentrum carthagenense là một loài lan được tìm thấy ở Caribbean và México đến miền bắc Brasil.

## Hình ảnh

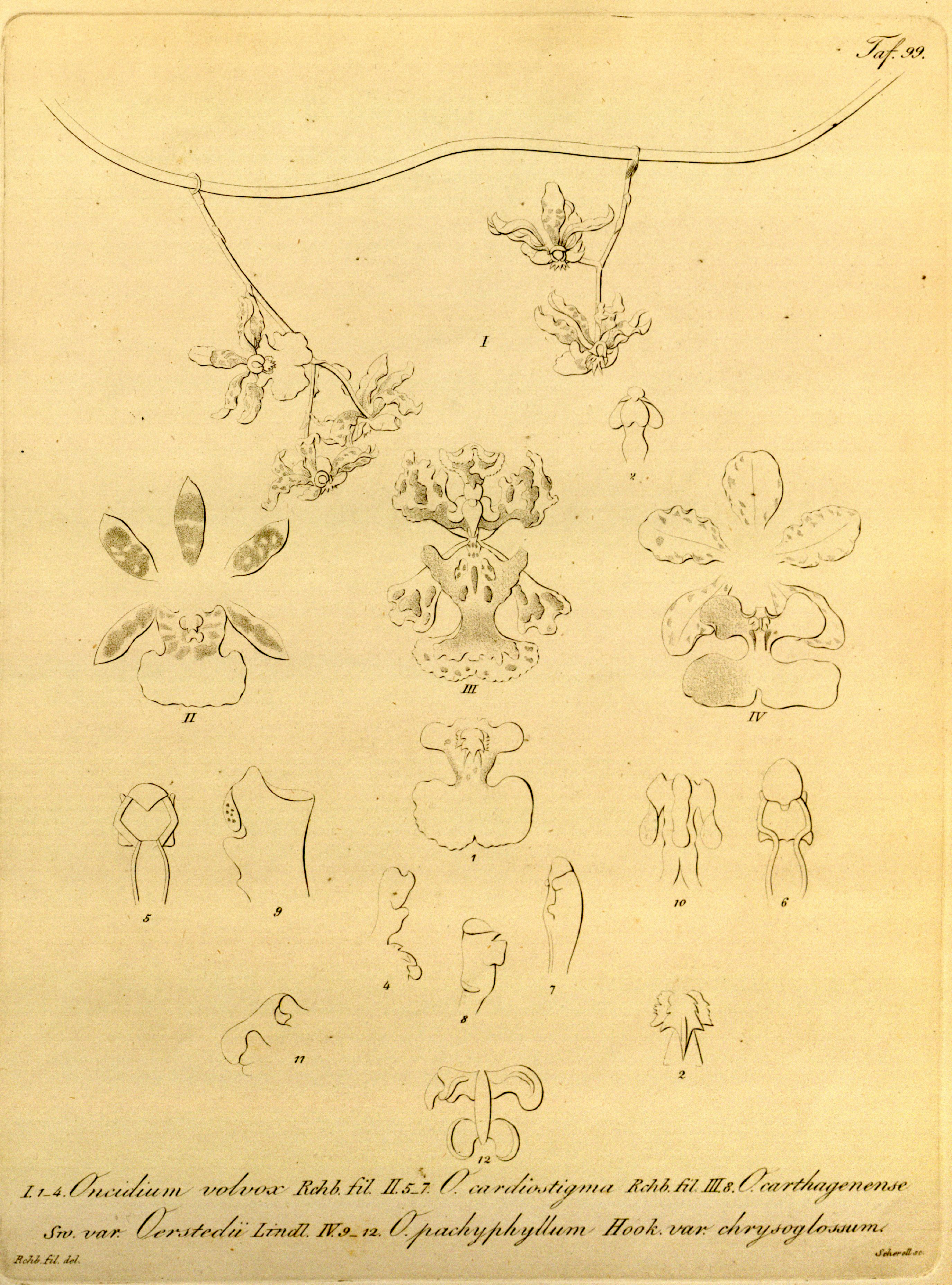
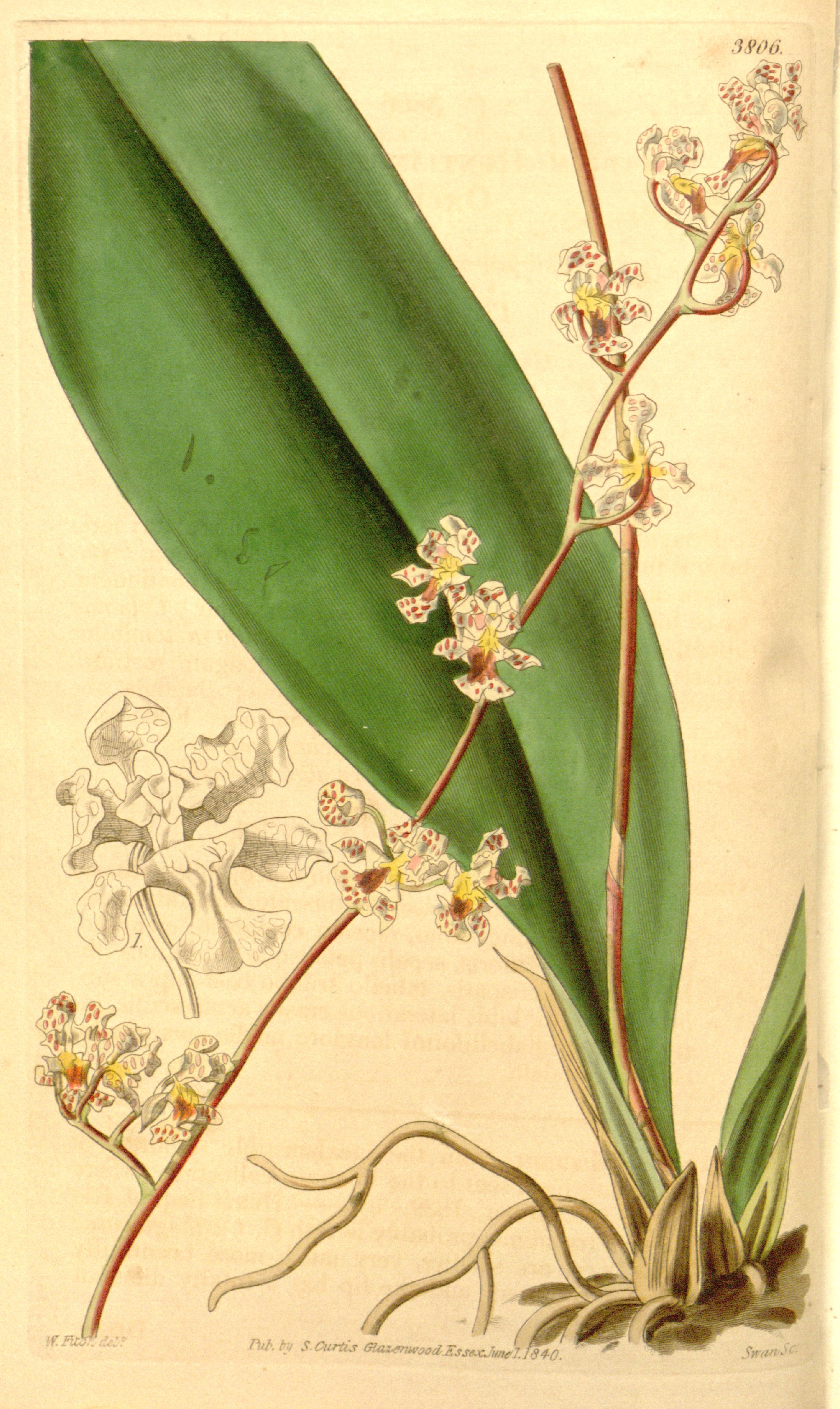